# Limnocythere ornata
Limnocythere ornata är en kräftdjursart som beskrevs av N. C. Furtos 1933. Limnocythere ornata ingår i släktet Limnocythere och familjen Limnocytheridae. Inga underarter finns listade i Catalogue of Life.